# Actes et paroles - Pendant l'exil

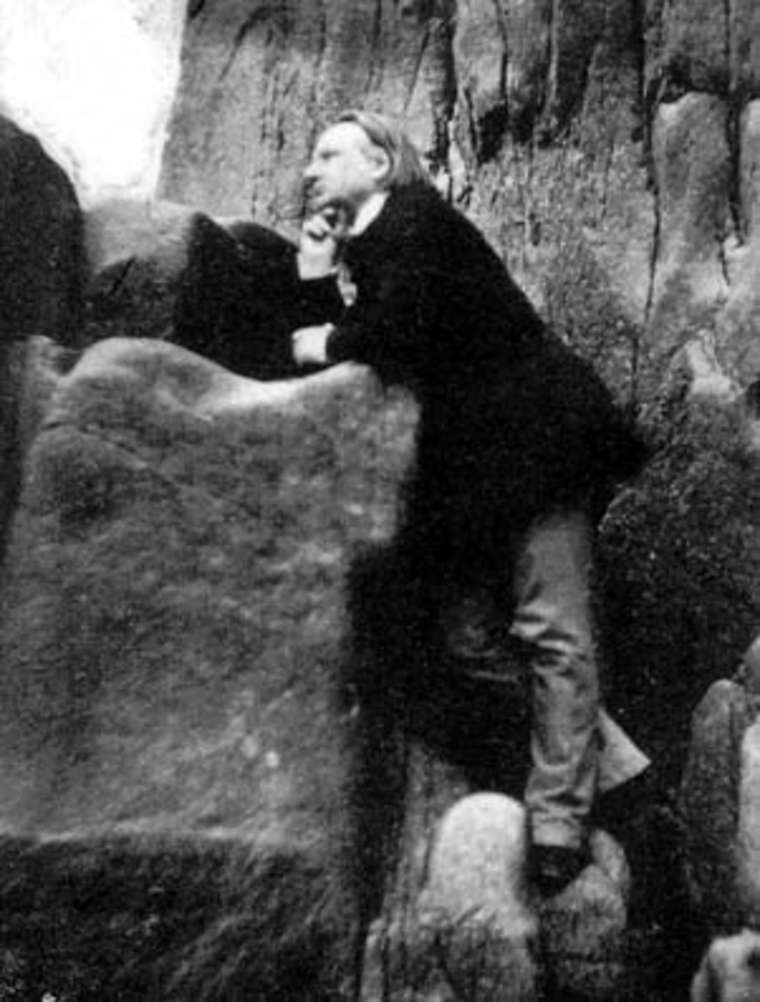
Victor Hugo exilé à Jersey.

Actes et paroles - Pendant l'exil est un recueil de textes politiques écrits par Victor Hugo pendant son exil entre 1852 et 1870, et publié en 1875. Il est précédé de Actes et paroles - Avant l'exil et suivi de Actes et paroles - Depuis l'exil.

## Présentation
Ce recueil, que complètent Actes et paroles - Avant l'exil et Actes et paroles - Depuis l'exil, dévoile la pensée politique hugolienne et son engagement public durant le Second Empire depuis ses lieux d'exil successifs.
Il rassemble des discours, déclarations publiques et textes divers, souvent parus dans la presse, tous écrits pendant l'exil de Victor Hugo, qui dure de 1851 de 1870.
Il recueille ses discours, publiés dans le journal l'Homme, édités en brochures, imprimés par affiches. Il y réclame le respect du droit, décliné sous diverses formes : le droit à la liberté, au respect de la vie humaine, à la souveraineté des peuples, et les droits humains.